# Phillip King (Tennisspieler)
Phillip King (chinesisch 金久義 / 金久义, Pinyin Jīnjiǔ yì; * 19. Dezember 1981 in Taipei, Taiwan) ist ein ehemaliger hongkong-chinesisch-US-amerikanischer Tennisspieler.

## Persönliches
Die Eltern von Phillip King, David und Karen, wanderten 1981 von Taiwan in die USA aus, als er erst ein Jahr alt war. Er ist das älteste von vier Kindern, zwei weitere spielen ebenfalls Tennis. Die jüngste der vier, Vania King, erreichte die Top 50 im Einzel und gewann einen Grand-Slam-Titel im Doppel.

## Karriere
King spielte zwischen 1997 und 1999 auf der ITF Junior Tour. Dort nahm er im Einzel dreimal an Grand-Slam-Turnieren teil, wo sein bestes Resultat das Viertelfinale 1999 bei den US Open war. In der Junioren-Rangliste erreichte er mit Platz 34 seine höchste Notierung. Er gewann 1999 und 2000 die US-Juniorenmeisterschaften, 1999 schlug er im Endspiel Mardy Fish. Obwohl er noch als Junior spielberechtigt war, spielte er 1999 vermehrt Turniere der Profis. Er erreichte auf der drittklassigen ITF Future Tour sein erstes Halbfinale und erhielt außerdem auf der ATP Tour erste Wildcards. In Los Angeles unterlag er dem Weltranglistenzweiten Pete Sampras mit 1:6, 2:6. Auch bei den US Open gegen Richard Krajicek und Anfang 2000 in San Jóse gegen Ronald Agénor verlor er jeweils glatt. Der erste Erfolg auf der ATP Challenger Tour gelang King in Singapur, als er das Halbfinale erreichte. Selbiges Ergebnis erzielte er beim Challenger in Winnetka. Obwohl er bei zwei weiteren ATP-Tour-Events sowie bei den US Open erneut keinen Satz gewinnen konnte, stieg King im Dezember 2000 auf sein Karrierehoch von Platz 286.
Im Anschluss an seine Juniorenlaufbahn hatte King bereits Mitte 2000 ein Studium an der Duke University in den Fächern Politik und Informatik begonnen. Während des Studiums spielte er College Tennis und wurde dort viermaliger All-American. 2002 gewann er seinen ersten Future-Titel.
Das erste volle Jahr nach seiner Rückkehr zur Profitour im Jahr 2005 verlief schleppend. Er bestritt zwei Futures-Endspiele und beendete das Jahr auf Rang 551 der Weltrangliste. 2006 steigerte er sich und spielte sich in einige Challenger-Viertelfinals, wo er dann aber immer verlor. Den einzigen Sieg auf der ATP Tour gelang ihm in diesem Jahr in Washington, D.C. gegen Bobby Reynolds, die Nummer 127 der Welt. 2007 gewann er zwei Future-Titel und qualifizierte sich für weitere ATP-Turniere. Allerdings kam er bei zehn Turnierteilnahmen im Hauptfeld der höchsten Turnierserie in seiner Karriere nur einmal zu einem Sieg. Das Jahr schloss er auf Platz 301 ab. In den folgenden zwei Jahren wurden die Ergebnisse Kings immer schlechter, sodass er 2010 seine Karriere für beendet erklärte.
Von 2013 bis 2015 kehrte King als Spieler für die Davis-Cup-Mannschaft von Hongkong zurück. Im letzten Jahr fungierte er sowohl dort als auch für die weibliche Auswahl als Trainer. Seine Bilanz als Spieler für das Team ist 10:7.
Nach dem Tennis legte King seinen Fokus auf eine Karriere im Börsen- und Finanzwesen. Er arbeitet seit 2016 für die Investmentfirma Tiger Global Management.